# Helle Virkner

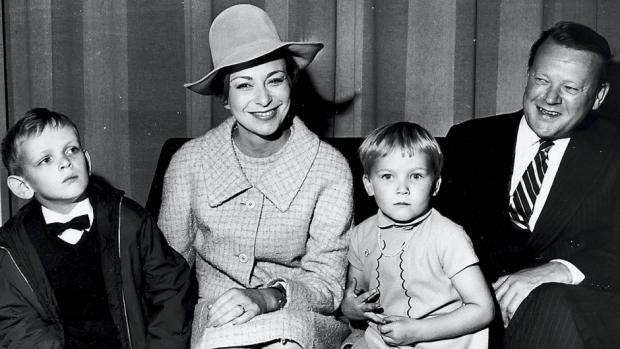
Helle Virkner met 'statsminister' (premier) Jens Otto Krag en hun kinderen in 1971

Helle Genie Virkner Krag, geboren als Helle Genie Lotinga en bekend als Helle Virkner (Aarhus, 15 september 1925 - Charlottenlund, 10 juni 2009) was een Deense toneel-, film- en televisieactrice, die ook bekend is door haar huwelijk met premier Jens Otto Krag.

## Leven en werk
Helle Lotinga werd geboren in een kraamkliniek in Aarhus en groeide op in Ry bij Skanderborg. Haar ouders waren de grondbezitter Moritz Lotinga (1893-1946) en Ellen Larsine Rasmussen (1903-1990). Helle Lotinga nam later de achternaam Virkner aan. Haar acteursloopbaan begon tijdens de Tweede Wereldoorlog met enkele kleine filmrollen. Van 1946 tot 1951 was ze verbonden aan Det Kongelige Teater in Kopenhagen. Later speelde ze in een groot aantal Deense filmproducties, zoals Kispus (1956), Mor skal giftes (1958), de Poeten og Lillemor-films (1959-1961), de Olsen Banden-films (1971-73). Ze werd populair bij een groot publiek in de televisiereeksen Huset på Christianshavn (1970-1977) als 'Ellen Olsen' en Matador (1979-1981) als 'Elisabeth Friis'. Ook was ze te zien in Riget / The Kingdom (1994-1997) van Lars von Trier. Haar laatste filmrol was die van 'Tante Beate', een kleine cameo in Blinkende lygter (2000). Daarna speelde ze nog Hanne in de tv-komedie Se dagens lys (2003). In 2007 werd aan haar de Æres-Bodil uitgereikt, de hoogste onderscheiding in de Deense filmwereld.
Zij is met twee acteurs getrouwd geweest: met William Rosenberg van 1946 tot 1949 en met Ebbe Rode van 1949 tot 1958. Haar derde echtgenoot was Jens Otto Krag, de Deense sociaaldemocratische premier in de jaren zestig en begin zeventig. Zij trouwden in 1959 en scheidden in 1973. Zij kregen een zoon Jens Christian en een dochter, de journaliste Astrid Helene (1962-2014), die in 2006 onder de naam Søsser Krag het boek Min fars datter (Dochter van mijn vader) publiceerde. Helle Virkners eigen autobiografie Hils fra mig og kongen (Groeten van mij en de koning) verscheen in 1997. De titel is ontleend aan een standaardgrapje van Jens Otto Krag.
Ze was zelf ook politiek actief, als gemeenteraadslid voor de sociaaldemocraten in Frederiksberg in de jaren 1974-1982.
Helle Virkner stierf in juni 2009 op 83-jarige leeftijd aan de gevolgen van kanker.

## Filmografie
- Søren Søndervold - 1942
- En pige uden lige - 1943
- Frihed, lighed og Louise - 1944
- Otte akkorder - 1944
- Spurve under taget - 1944
- Så mødes vi hos Tove - 1946
- My name is Petersen - 1947
- Ta', hvad du vil ha' - 1947
- Penge som græs - 1948
- Hvor er far? - 1948
- For frihed og ret - 1949
- Solstik - 1953
- Hendes store aften - 1954
- Himlen er blå - 1954
- Bruden fra Dragstrup - 1955
- På tro og love - 1955
- Kispus - 1956
- Tante Tut fra Paris - 1956
- Amor i telefonen - 1957
- Englen i sort - 1957
- Mor skal giftes - 1958
- Over alle grænser - 1958
- Poeten og Lillemor (film) - 1959
- Tre må man være - 1959
- Onkel Bill fra New York - 1959
- Poeten og Lillemor og Lotte - 1960
- Cirkus Buster - 1961

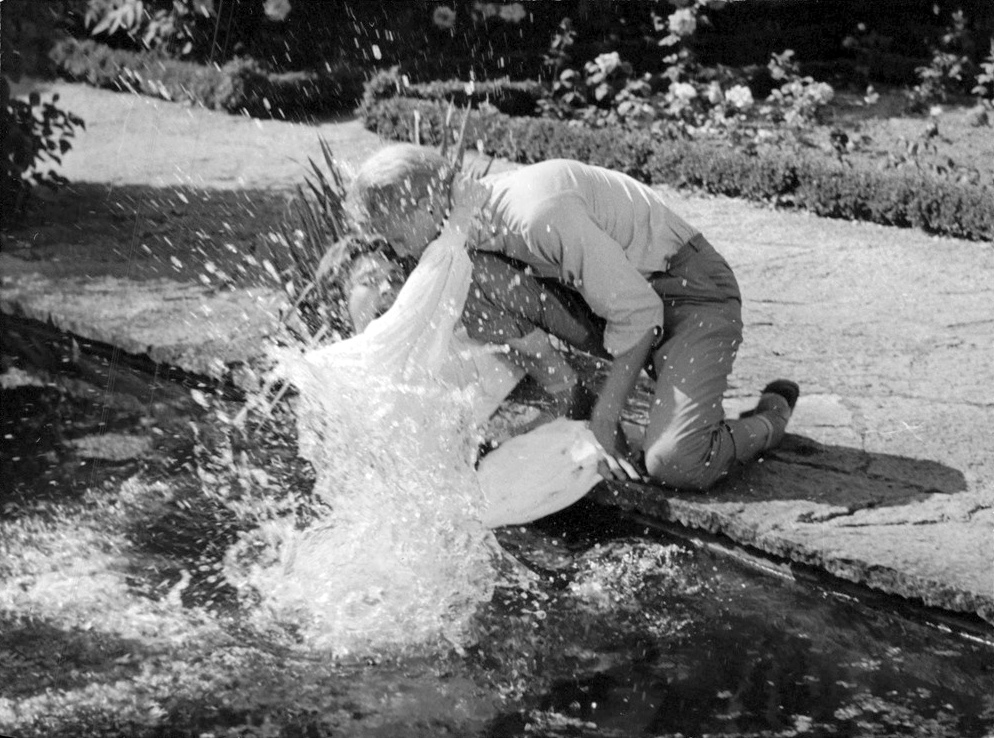
Helle Virkner met Bent Mejding in Mor skal giftes, 1958

- Poeten og Lillemor i forårshumør - 1961
- Støv på hjernen - 1961
- Det støver stadig - 1962
- Den kære familie - 1962
- Støv for alle pengene - 1963
- Peters landlov - 1963
- Døden kommer til middag - 1964
- Landmandsliv - 1965
- Passer passer piger - 1965
- Mor bag rattet - 1965
- Gys og gæve tanter - 1966
- Det var en lørdag aften - 1968
- Oktoberdage - 1970
- Rend mig i revolutionen - 1970
- Tjærehandleren - 1971
- Olsen Banden i Jylland - 1971
- Ballade på Christianshavn - 1971
- Olsen Bandens store kup - 1972
- Olsen Banden går amok - 1973
- Nitten røde roser - 1974
- Kassen stemmer - 1976
- Pas på ryggen, professor - 1977
- De uanstændige - 1983
- Riget 1 - 1994
- Riget 2 - 1997
- Blinkende lygter - 2000
- Trækfugle - 2001
- Se dagens lys - 2003